# فابريزيو تافانو
فابريزيو تافانو (بالإسبانية: Fabrizio Tavano)‏ (16 أغسطس 1993 بمدينة مكسيكو في المكسيك - ) هو لاعب كرة قدم مكسيكي في مركز الهجوم. لعب مع سانتوس لاغونا.

## وصلات خارجية
- فابريزيو تافانو على موقع الاتحاد الدولي (مؤرشف)  (الإنجليزية)
- فابريزيو تافانو على موقع قاعدة بيانات كرة القدم.إي يو (الإنجليزية)
- فابريزيو تافانو على موقع Soccerway.com (الإنجليزية)
- فابريزيو تافانو على موقع AS.com (الإسبانية)